# Reiswerder
Reiswerder ist eine Insel im Tegeler See im Berliner Bezirk Reinickendorf. Sie ist 330 Meter lang und maximal 180 Meter breit. Die Flächenausdehnung beträgt 35.077 m².

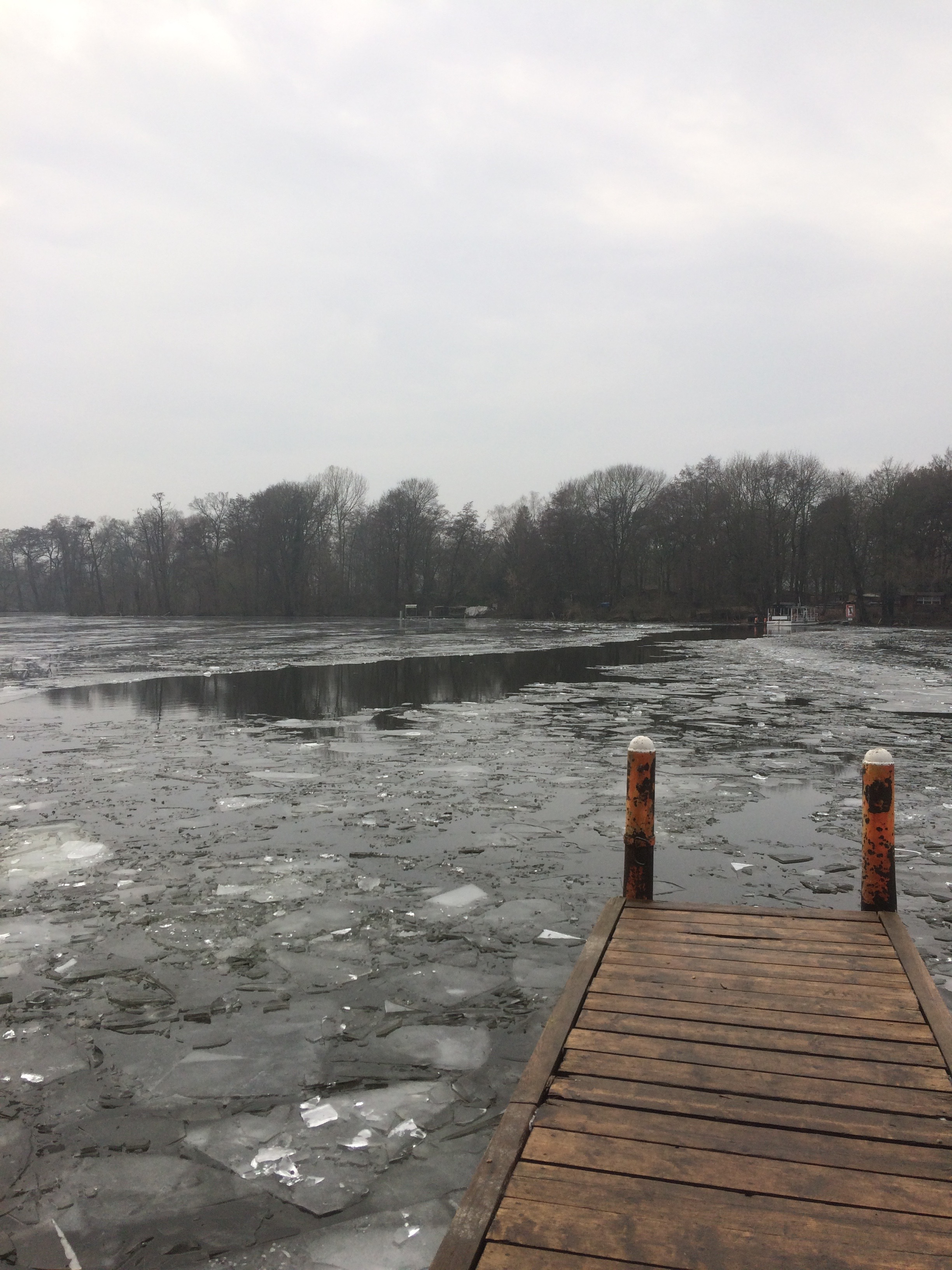
Steganlage der Fähre

Die Insel ist mit einer vom ansässigen Verein der Naturfreunde Baumwerder Reiswerder e. V. 1914 (VNBR) betriebenen Fähre zu erreichen. Der Fähranleger befindet sich an der Badestelle am Ostufer des Tegeler Sees.
Obwohl es auf der Insel keine Strom- oder Wasserversorgung gibt, befinden sich dort etliche Lauben und ein Restaurant. Ein „Rathaus“ dient als Verwaltungsgebäude. Die kleingärtnerische Nutzung ist allerdings untersagt.
Die Insel ist Teil des 1960 gebildeten Landschaftsschutzgebietes LSG-2C Inseln im Tegeler See. Ihre Nutzung unterliegt dadurch erheblichen Einschränkungen und bedarf zum Teil, wie bei Uferausbauten und bei der Anlage von Bootsstegen, Sondergenehmigungen der Naturschutzbehörde.